# Eleições municipais no Brasil
As eleições municipais no Brasil são as eleições ocorridas a cada quatro anos em cada município do Brasil em que os eleitores brasileiros votam nos candidatos à gestão do município. Assim, são eleitos não apenas os prefeitos e seus vice-prefeitos, mas também os membros das câmaras legislativas municipais: os vereadores. 
Apenas duas cidades do país não possuem eleições municipais por não possuírem status de município propriamente dito, que são Brasília, devido ao fato de que o Distrito Federal é um ente da estrutura político-administrativa do Brasil de natureza sui generis, pois não é nem um estado nem um município, mas sim um ente especial que acumula as competências legislativas reservadas tanto aos estados quanto aos municípios, conforme dispõe o art. 32, § 1º da CF, o que lhe dá uma natureza híbrida de estado e município, portanto, o governador do DF, na prática, acumula ambas as funções. E Fernando de Noronha, que também possui status único no país, sendo um distrito estadual de Pernambuco, e que consequentemente, também não possui prefeito, mas sim um administrador-geral designado pelo governo estadual de Pernambuco.
A legislação da eleição para os municípios brasileiros prevê que, em municípios com mais de 200 mil eleitores, deve ser realizado segundo turno caso nenhum candidato atinja maioria absoluta na contagem dos votos. Nesse caso, a disputa se dá entre os dois candidatos mais votados no primeiro turno. Atualmente, nas eleições municipais de 2024, 103 municípios (incluindo 26 capitais estaduais) possuem mais de 200 mil eleitores e consequentemente apresentam a possibilidade de haver segundo turno.
A última ocorreu em 2020. Nas eleições de 2008, além das urnas eletrônicas, o Tribunal Superior Eleitoral testou a verificação biométrica de eleitores nos municípios de Fátima do Sul, no Mato Grosso do Sul, Colorado do Oeste, em Rondônia e São João Batista, em Santa Catarina.